# Chorizopes madagascariensis
Chorizopes madagascariensis är en spindelart som beskrevs av Emerit 1997. Chorizopes madagascariensis ingår i släktet Chorizopes och familjen hjulspindlar.
Artens utbredningsområde är Madagaskar. Inga underarter finns listade i Catalogue of Life.